# Shin Aitoku Maru
La Shin Aitoku Maru è considerata la prima nave commerciale a combinare la propulsione a motore Diesel con quella a vela dopo il tramonto del trasporto a vela tradizionale.
Tale soluzione venne in seguito ripresa nella costruzione di ulteriori unità.

## Storia
Con l'aumentare dei consumi legato alla maggior quantità di merci da trasportare alla fine degli anni settanta  ci si pose il problema di valutare sistemi di propulsione supplementari che consentissero di ottenere velocità commerciali maggiori senza aggravio nei consumi di carburante.
Il concetto alla base della Shin Aitoku Maru fu sviluppato dalla Nippon Kokan in cooperazione con il JAMDA (Japan Association Machinery Development); costruita nel 1980 dal cantiere giapponese Imamura di Kure, la nave affrontò il viaggio inaugurale il 1º agosto 1980.
L'unità venne in seguito ribattezzata nel 1990 come Nippo Maru e, dal 1994, naviga sotto bandiera cinese con il nome Yue you 129.
Un ulteriore quantitativo di diciassette navi venne costruito in seguito fra cui si distinsero nel 1984, Usuki Pioneer con 26.000 tonnellate di stazza e la ancora più grande Aqua City.

## Caratteristiche
Certificata per 1.451 tonnellate lineari, la nave dispone di due vistose vele in poliestere teso su telai in acciaio, ammainabili avvolgendole attorno al rispettivo albero.
Il sistema di navigazione inquadrava un'unità logica allora definita "microcomputer" che correggeva in tempo reale l'angolo delle vele quadrangolari rispetto alle condizioni del vento e contestualmente ridurre la potenza erogata dai propulsori navali.
Con tale sistema l'armatore risultava in grado di risparmiare 50.000 dollari l'anno in costi per il combustibile: nel primo viaggio commerciale ha trasportate 1.400 t di petrolio dalla Repubblica Popolare Cinese al Giappone, usando il 40% in meno di combustibile rispetto ai tanker di dimensioni paragonabili